# Gleisdorf
Gleisdorf je město v Rakousku. Leží v okrese Weiz ve spolkové zemi Štýrsko 20 km východně od Štýrského Hradce. Město má nadmořskou výšku 365 m a protéká jím řeka Rába. V Gleisdorfu žije přibližně 11 tisíc obyvatel. Město je napojeno na dálnici A2. Turistům nabízí Gleisdorf vinařskou cyklostezku a přírodní koupaliště. Na nedalekém kopci Kleeberg byla v roce 2001 vybudována modernistická rozhledna.

## Historie
První písemná zmínka pochází z roku 1229, městská práva získal Gleisdorf v roce 1920. Významnou památkou je farní kostel svatého Vavřince.

## Zajímavost
Město je známé využitím obnovitelných zdrojů energie. Na náměstí se nachází Solarbaum, sedmnáctimetrový kovový stojan se solárními panely, který vyrábí 6650 kWh elektřiny ročně.

## Části obce
- Arnwiesen (161 obyvatel)
- Gamling (216 obyvatel)
- Gleisdorf (6548 obyvatel)
- Hart (235 obyvatel)
- Kaltenbrunn (389 obyvatel)
- Labuch (356 obyvatel)
- Laßnitzthal (855 obyvatel)
- Nitscha (779 obyvatel)
- Ungerdorf (895 obyvatel)
- Urscha (492 obyvatel)